# Formula Regional European Championship
Die Formula Regional European Championship (FRECA) ist eine FIA-Formel-Regional-Rennserie. Die Meisterschaft wurde 2019 das erste Mal ausgetragen. Seit 2021 wird sie gemeinsam von ACI Sport und Alpine organisiert.

## Geschichte

### Gründung
Am 12. Oktober 2018 wurde bekanntgegeben, dass der italienische Motorsportverband Automobile Club d’Italia (ACI) und der Kartpromoter WSK die Meisterschaft organisieren werden. Ihr Angebot wurde gegenüber dem von Renault Sport mit gleichem Chassis vorgezogen, das weniger Stimmen bei der Abstimmung in der FIA Single Seater Commission erhielt.

### Zusammenschluss FREC und der Eurocup
Ab 2019 gab es in Europa mit der Formula Regional European Championship und dem Formel Renault Eurocup zwei kontinentale Formel-3-Meisterschaften. Mit 31. Oktober 2020 wurde in Imola bekanntgegeben, dass beide Rennserien ab der Saison 2021 fusionieren und somit der Eurocup – nach 30-jährigem Bestehen – in die Formula Regional European Championship integriert wird. Von der Formula Regional European Championship wurde der Reifenhersteller und vom Eurocup der Motorenhersteller und das Konzept des Rennwochenendes übernommen; beide Rennserien verwendeten bereits dasselbe Tatuus-Chassis.

## Sportliches Reglement

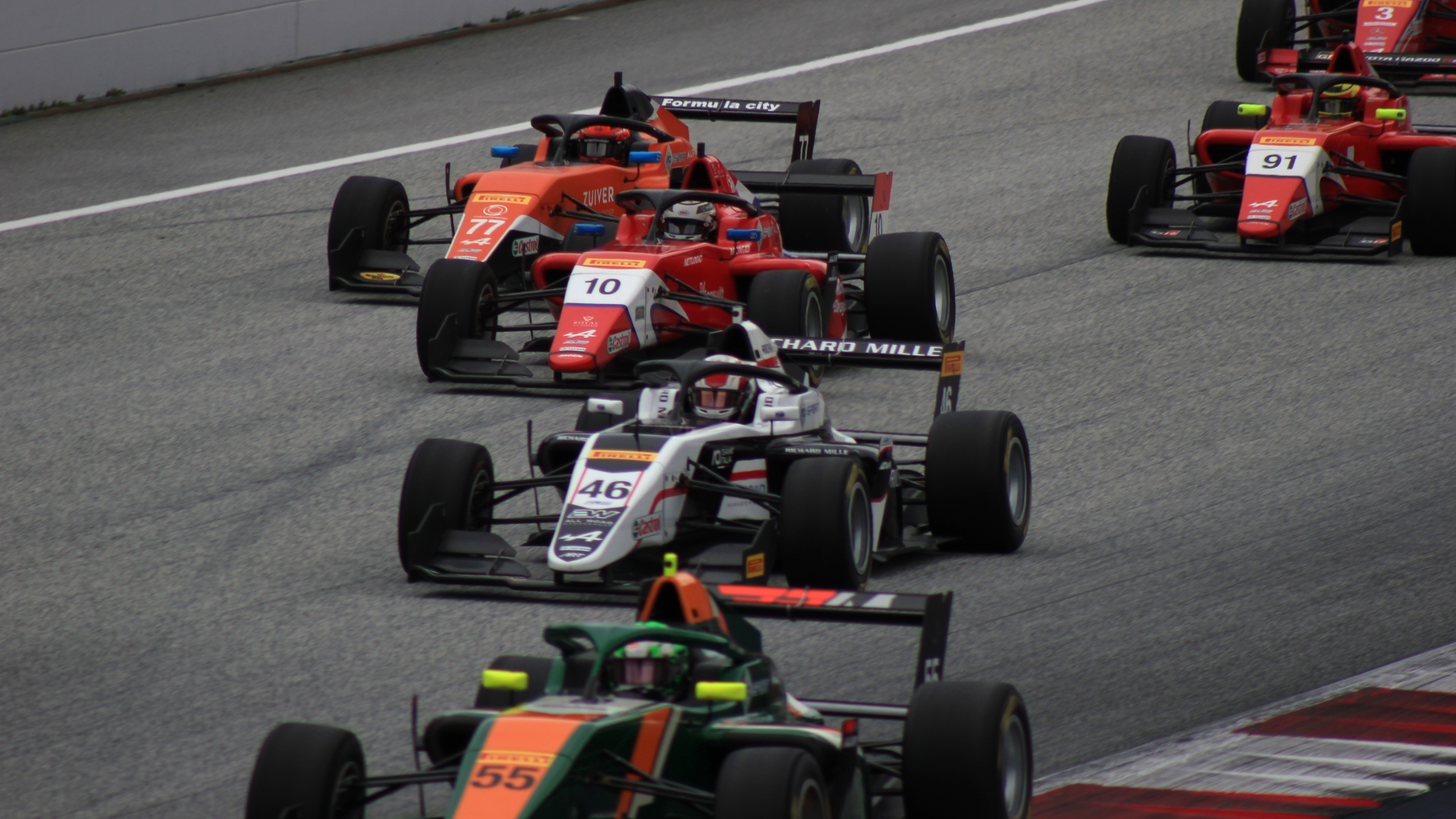
Rennszene aus der Saison 2022

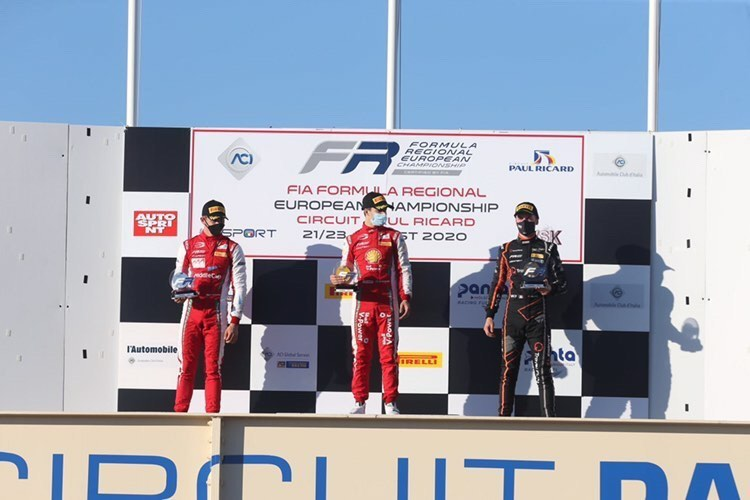
Podiumszeremonie nach einem Rennen (v. l. n. r. Petecof, Leclerc und Chovet)

### Ablauf des Rennwochenendes
Ein Rennwochenende besteht aus zwei freien Trainingssitzungen zu je 50 Minuten, welche beide an einem Freitag stattfinden. Daraufhin folgt am Samstag ein Qualifying zur Ermittlung der Startaufstellung für das erste Samstagsrennen, am Sonntag findet ebenfalls ein Qualifying für das zweite Rennen statt. Beide Qualifyings dauern je 20 Minuten und beide Rennen dauern jeweils 30 Minuten mit einer weiteren finalen Rennrunde. Wenn ein Fahrer 110 Prozent der Pole-Position-Zeit nicht erreicht, wird dieser nicht zum Rennen zugelassen. Jeder Fahrer muss an jedem Rennwochenende an mindestens einem freien Training teilgenommen haben, um zu den Rennen zugelassen zu werden.
Bis 2020 umfasste ein Rennwochenende drei Rennen, wovon das erste Rennen am Samstag, nach den beiden 15-minütigen-Qualifyingsitzungen, stattfand. Das zweite und dritte Rennen wurden am Sonntag durchgeführt.

### Punkteverteilung
Die Punktewertung orientiert sich am aktuellen Punktesystem der Formel 1. Somit erhält der Sieger eines Rennens 25, der Zweite 18, der Dritte 15 Punkte bis hin zum Zehntplatzierten, welcher den letzten Punkt erhält. Es werden keine Zusatzpunkte für die Pole-Position oder die schnellste Rennrunde verteilt. In die Teamwertung fließen die zwei besten Rennfahrer pro Rennen ein.
| Punkteverteilung | Punkteverteilung | Punkteverteilung | Punkteverteilung | Punkteverteilung | Punkteverteilung | Punkteverteilung | Punkteverteilung | Punkteverteilung | Punkteverteilung | Punkteverteilung | Punkteverteilung | Punkteverteilung |
| ---------------- | ---------------- | ---------------- | ---------------- | ---------------- | ---------------- | ---------------- | ---------------- | ---------------- | ---------------- | ---------------- | ---------------- | ---------------- |
| Platz            | 1                | 2                | 3                | 4                | 5                | 6                | 7                | 8                | 9                | 10               | PP               | SR               |
| Punkte           | 25               | 18               | 15               | 12               | 10               | 8                | 6                | 4                | 2                | 1                | –                | –                |

### Superlizenz-Punkte
Der Meister der Serie erhält 25 Punkte für die Superlizenz, der Vizemeister 20, der Dritte 15 Punkte bis zum neuntplatzierten, welcher den letzten verfügbaren Punkt für die Superlizenz erhält.
| Superlizenz-Verteilung | Superlizenz-Verteilung | Superlizenz-Verteilung | Superlizenz-Verteilung | Superlizenz-Verteilung | Superlizenz-Verteilung | Superlizenz-Verteilung | Superlizenz-Verteilung | Superlizenz-Verteilung | Superlizenz-Verteilung | Superlizenz-Verteilung |
| ---------------------- | ---------------------- | ---------------------- | ---------------------- | ---------------------- | ---------------------- | ---------------------- | ---------------------- | ---------------------- | ---------------------- | ---------------------- |
| Platz                  | 1                      | 2                      | 3                      | 4                      | 5                      | 6                      | 7                      | 8                      | 9                      | 10                     |
| Punkte                 | 25                     | 20                     | 15                     | 10                     | 7                      | 5                      | 3                      | 2                      | 1                      | 0                      |

### Preisgeld
Insgesamt werden am Ende der Saison 200.000 Euro an Preisgeld ausgezahlt, von denen jeweils 100.000 Euro auf die besten Fahrer sowie auf die besten Teams entfallen. Der Meister der Fahrer- bzw. der Teamwertung der Rennserie erhält 40.000 Euro. An die jeweiligen Vizemeister werden 30.000 Euro und an die Drittplatzierten 20.000 Euro ausgeschüttet. Der bestplatzierte Rookie-Fahrer (Neuling) erhält 10.000 Euro. Auf das viertplatzierte Team der Endwertung entfallen ebenfalls 10.000 Euro.

### Teams
Es sind pro Saison 13 Teams mit jeweils drei Fahrern zugelassen. Um Frauen im Motorsport zu fördern, darf ein viertes Auto gemeldet werden, falls dieser Platz an eine Frau geht.

### Testtage
Die Organisatoren der Rennserie veranstalten vor Saisonbeginn sechs kollektive Testtage und weitere sechs Testtage während der Saison. Abgesehen von den offiziellen Testtagen darf jeder Fahrer zehn weitere Testtage mit dem Fahrzeug abhalten.

## Technisches Reglement

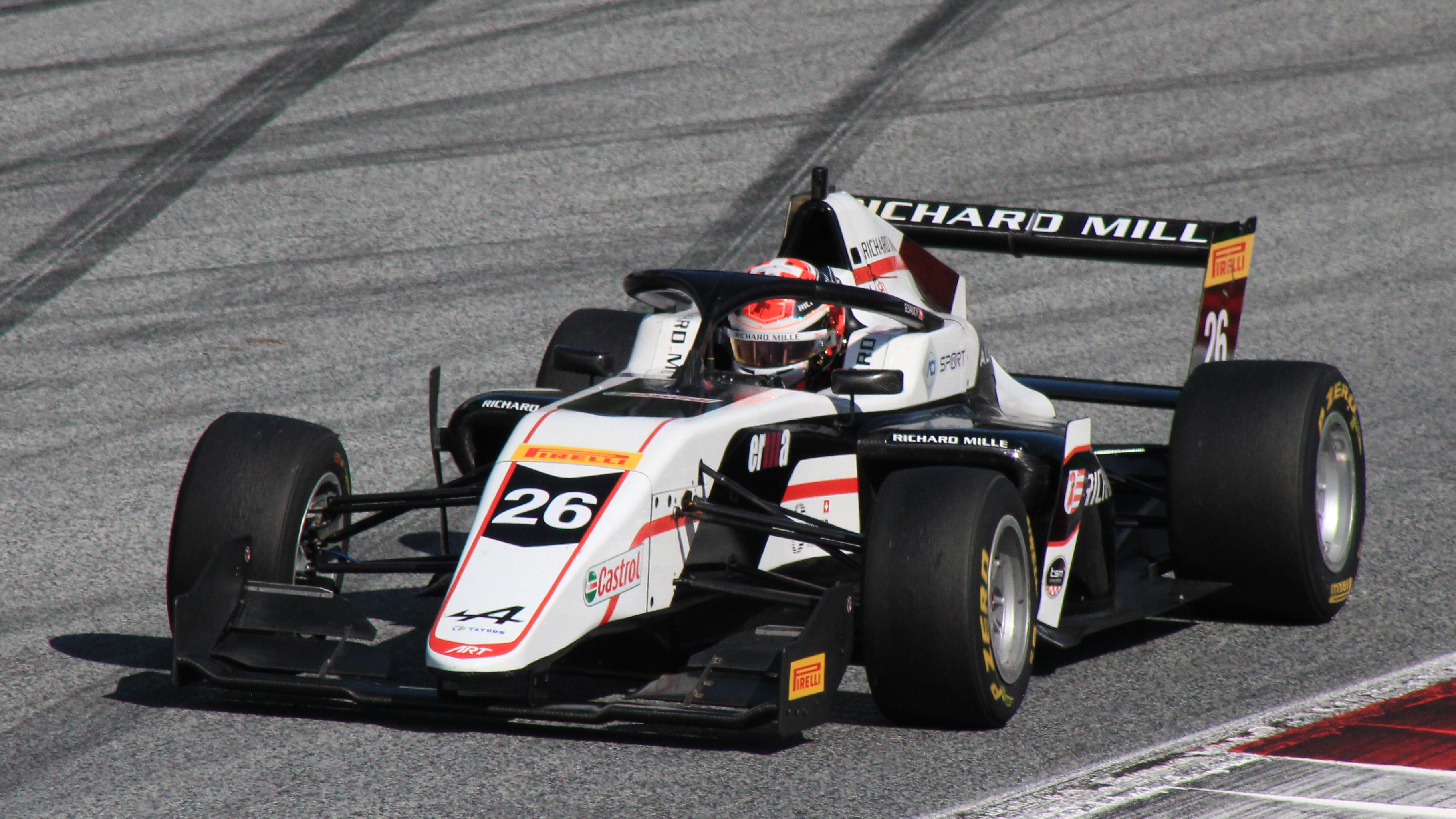
Ein Tatuus F3 T-318 (2021)

### Chassis
In der Meisterschaft wird als Chassis das F3 T-318 von Tatuus verwendet. Die Chassis sind Monocoques aus kohlenstofffaserverstärktem Kunststoff und haben eine Reihe von neuen Sicherheitsmerkmalen, darunter das Halo-System und einen verbesserten Seitenaufprallschutz.

### Motor und Getriebe
Geschaltet wird über ein sequenzielles Sechsgangschaltgetriebe mit Schaltwippen am Lenkrad. Durch die Fusion mit der Formel Renault Eurocup wird seit 2021 jeder Wagen mit einem aufgeladenen 1,8-Liter-MR18DDT-Turbomotor von Alpine angetrieben, welcher 200 kW (272 PS) leistet. Bis 2020 wurde als Antrieb ein aufgeladener 2,0-Liter-Pratola-Serra-1750-TBi-Turbomotor von Alfa Romeo verwendet, der von Autotecnica vorbereitet wurde und 200 kW (272 PS) bei einer Drehzahl von 6.000/min leistete. Jeder Fahrer darf pro Saison nur zwei verschiedene Motoren verwenden, dies inkludiert auch die privaten und kollektiven Testtage.

### Reifen
Als Bereifung kommen Slicks von Pirelli zum Einsatz. Für jede offizielle Session (Training, Qualifying, Rennen) erhält jeder Fahrer zwei neue Trocken- und Regenreifen-Sets. Es dürfen jeweils nur zwei verschiedene Trockenreifen-Sets pro Session verwendet werden. Bereits genutzte Reifensets dürfen aber nochmals eingesetzt werden. Die Regenreifen dürfen beim Training und Qualifying nur dann montiert werden, wenn der Renndirektor hierfür die Freigabe erteilt. Für das Rennen gilt diese Regelung nicht.

## Bisherige Meister
| Jahr | Meister               | Punkte | Zweiter              | Punkte | Dritter          | Punkte | Bestes Team     | Punkte | Rookie               | Punkte | Quelle |
| ---- | --------------------- | ------ | -------------------- | ------ | ---------------- | ------ | --------------- | ------ | -------------------- | ------ | ------ |
| 2019 | Frederik Vesti        | 467    | Enzo Fittipaldi      | 336    | Igor Fraga       | 300    | Prema Powerteam | 870    | Frederik Vesti       | 506    | [ 14 ] |
| 2020 | Gianluca Petecof      | 395    | Arthur Leclerc       | 343    | Oliver Rasmussen | 343    | Prema Powerteam | 842    | Gianluca Petecof     | 430    | [ 15 ] |
| 2021 | Grégoire Saucy        | 277    | Hadrien David        | 209    | Paul Aron        | 197    | R-ace GP        | 481    | Isack Hadjar         | 166    | [ 16 ] |
| 2022 | Dino Beganovic        | 282    | Gabriele Minì        | 242    | Paul Aron        | 241    | Prema Racing    | 531    | Leonardo Fornaroli   | 83     | [ 17 ] |
| 2023 | Andrea Kimi Antonelli | 300    | Martinius Stenshorne | 261    | Tim Tramnitz     | 239    | Prema Racing    | 512    | Martinius Stenshorne | 261    | [ 18 ] |
| 2024 | Rafael Câmara         | 309    | James Wharton        | 236    | Tuukka Taponen   | 198    | Prema Racing    | 575    | Noah Strømsted       | 121    | [ 19 ] |